# کورال هاربور
کورال هاربور (به انگلیسی: Coral Harbour) یک منطقهٔ مسکونی در کانادا است که در Kivalliq Region واقع شده‌است. کورال هاربور ۸۹۱ نفر جمعیت دارد و ۶۴ متر بالاتر از سطح دریا واقع شده‌است.